# Modest (biskup Trewiru)
Święty Modest (zm. prawdopodobnie 486) – biskup Trewiru.
Jego szczątki są złożone w Trewirze w kaplicy św. Eucheriusza.
Wspomnienie Modesta przypada 25 lutego.